# Barca sacra
Per gli Egizi la barca sacra era un battello fluviale elevato a simbolo di imbarcazione rituale, come attesta la vasta documentazione iconografica-letteraria e veniva usata come mezzo di trasporto in ambito funerario e religioso.

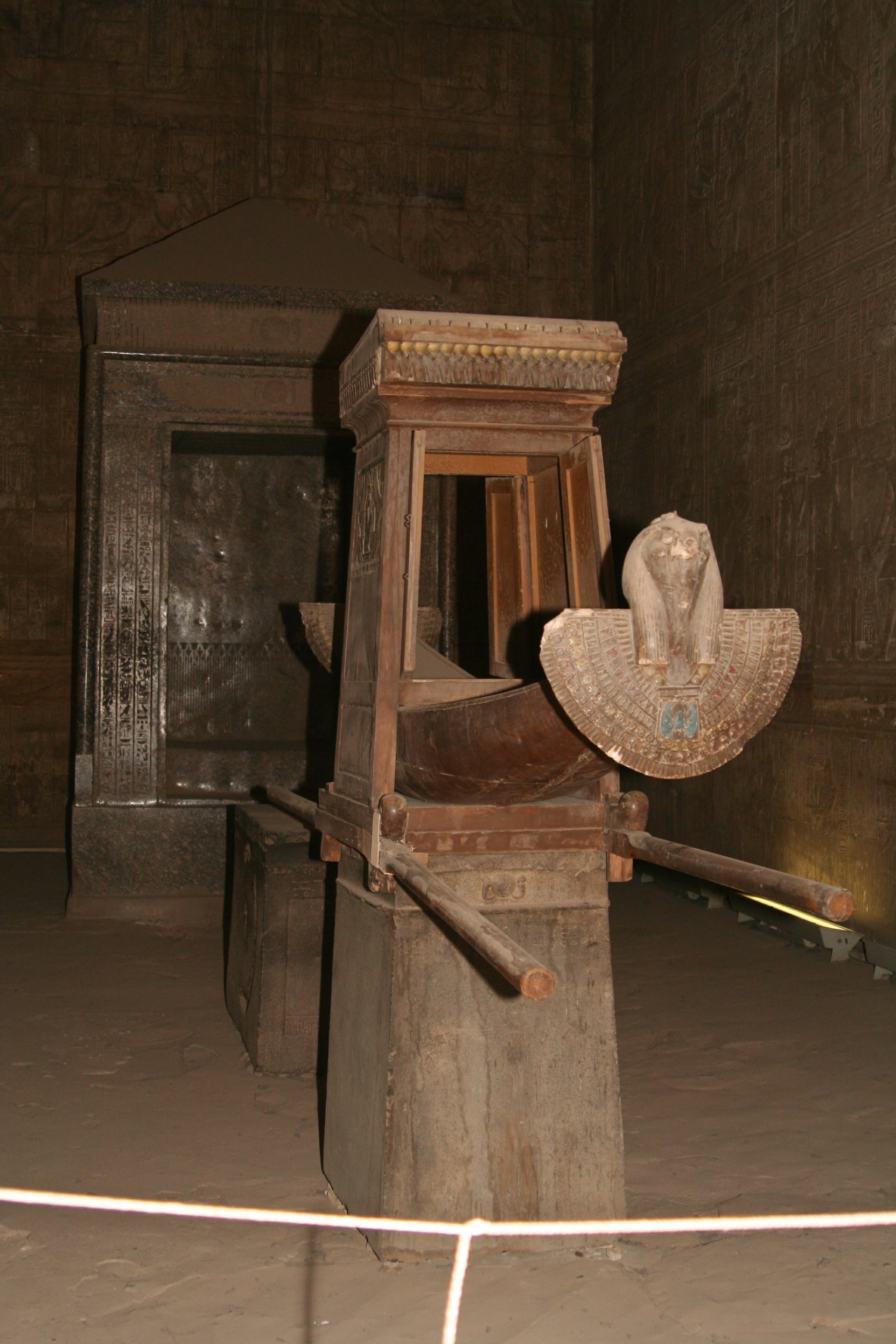
Barca sacra di Horo

## Iconografia, funzione e significato

Modello in legno di imbarcazione con rematori e baldacchino, sotto il quale è trasportato un sarcofago. Tra il 1980 e il 1939 a.C. Medio Regno. Museo Egizio, Torino.

Modellini di barche del Primo periodo intermedio dell'antico Egitto (dopo il 2090 a.C.). Da Gebelein. Museo Egizio, Torino.

Nell'iconografia, le barche venivano rappresentate sempre a forma di mezza luna, generalmente con la poppa incurvata a forma di uncino, con solo due remi e la prua coperta di tessuto drappeggiato. Erano fatte di papiro e solamente quelle destinate al sovrano ed al clero venivano fatte di legno proveniente dalla Siria e dalla Fenicia, poiché nella Valle del Nilo crescevano solo piccoli alberi che fornivano legno inadeguato per costruire scafi.
Per il popolo della Valle del Nilo, che ancora non conosceva la ruota, la principale via di comunicazione era il Nilo, per cui la barca divenne presto oggetto di sacralità, tanto che tutti, tanto i sovrani quanto successivamente nobili e popolo, credevano di dover raggiungere con essa la Duat, il regno dei morti tra le stelle.
Nel cielo, che gli Egizi consideravano un fiume, il defunto se ritenuto "giustificato" viaggiava verso occidente con Ra nella sua barca solare ed insieme raggiungevano la Duat, che nessun testo egizio ci descrive chiaramente (del resto, anche l'evoluzione delle varie dottrine religiose rende confusa la descrizione dello stesso viaggio).
Infatti, già nel Medio Regno, la barca sacra usata in ambito funerario era la rappresentazione di quella di Osiride, chiamata Neshmet, con la quale il defunto navigava verso Abido per ricongiungersi al suo dio nell'Oltretomba mentre i nobili realizzavano questo viaggio per mezzo di modellini in legno, similmente agli ushabti, recanti sul ponte un sarcofago in miniatura.
Come recita la formula 615 dei "Testi delle piramidi" per consentire al sovrano defunto il viaggio verso la Duat furono seppelliti vari tipi di imbarcazioni in legno vicino ad alcune piramidi e parte integrante del corredo funerario.
Nell'Antico Regno, sovrani come Cheope si fecero seppellire fino a cinque battelli vicino alla propria piramide e due inseriti tra le piramidi secondarie che in un primo momento furono classificati come barche solari.

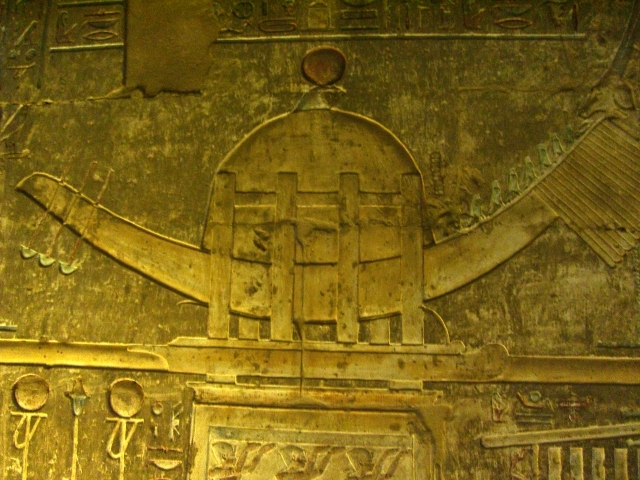
Henu, la barca sacra del dio Sokar

Successivamente quattro barche sono state identificate, grazie ai "Testi delle piramidi", come barche Sekhem ossia barche donate dalle divinità dei quattro punti cardinali al sovrano defunto per consentirgli di poterli raggiungere.
La quinta barca, che risulta usurata,  fu sicuramente quella funeraria che trasportò il grande sovrano, forse al suo Tempio a valle e successivamente attraverso la rampa processionale verso il suo prodigioso cenotafio.
Ma ciò non esclude che essa simbolicamente servisse anche al Ka del sovrano per iniziare il viaggio per raggiungere la barca solare di Ra e per questi motivi, dopo l'ultimo viaggio, le barche di Cheope furono accuratamente smantellate e nascoste così da consentirne l'uso successivo.
Altre barche sono state rinvenute ad Abido nelle tombe dei sovrani dell'Antico Regno essendo numerose le fosse navicolari costruite in mattoni di fango  e trovate purtroppo vuote, come quelle a Saqqara presso le tombe della I dinastia, scoperte da W.B. Emery nel 1939. 
Ma già tempo prima, nel 1894 a Dahshur l'egittologo Jacques de Morgan aveva riportato alla luce sei barche di legno lunghe circa 10 metri e risalenti alla XII dinastia.
Le barche usate nelle cerimonie religiose erano in uso ad ogni divinità che aveva la propria, contrassegnata dall'egida, ed era allocata nei templi nella parte più segreta ed inaccessibile. Durante le festività il naos o la statua sacra veniva posta sull'imbarcazione che veniva portata a spalla in processione dai sacerdoti, come nella Festa di Opet.

## Brillante d'aspetto
Nome dato alla barca sacra del dio Khonsu.

## Grande d'amore
Appellativo della barca sacra dedicata al dio Min

## Henhenu
Nome della barca sacra del dio Atum che la usò per emergere dal Caos, come recitato nel Testi dei sarcofagi.
In geroglifici:
| O4 · N35 | O4 · N35 | W24 | G43 | P1 |

traslitterato in hnhnw

## Henu
La barca sacra henu, oppure hennu, in geroglifico 
| G10 |

ḥnw
 era la barca processionale del dio Sokar> che aveva un aspetto inconfondibile. Infatti recava sopra un naos il dio con l'aspetto di falco mentre la sua prua era adorna con una testa di antilope. Quando veniva usata nelle feste di Ptah-Sokar era posta sopra una slitta.
Era usata nelle festività menfite, fin dalla I dinastia,  dove era portata intorno al Muro Bianco ed è quindi una delle più antiche

## Nedjemdjem
La barca sacra nedjemdjem ossia "Barca della Voluttà" era attribuita al dio Ra.

## Neshmet
La Neshmet, oppure Kha'emet
| N35 · N37 | G17 | X1 · P1 |

nšmt
era la barca di Osiride usata durante la festa detta dei Misteri di Osiride per trasportare, via fiume, il simulacro della divinità unitamente agli Osiride vegetante nella solenne processione che avveniva nel quarto mese dell'anno chiamato khoiak.

## Signora dell'amore
Era il nome della barca sacra di Hathor sulla quale veniva posta la statua della dea in occasione della festa annuale del Buon Incontro.

## Uret
La barca sacra Uret, "Wrt", era la barca usata nella cerimonia dei "Misteri di Osiride" solo alla fine e per via terra, per trasportare nell'ultimo tratto, il simulacro del dio fino alla sua tomba, tra quelle antiche di epoca thinita,  a Peqer.

## Galleria d'immagini

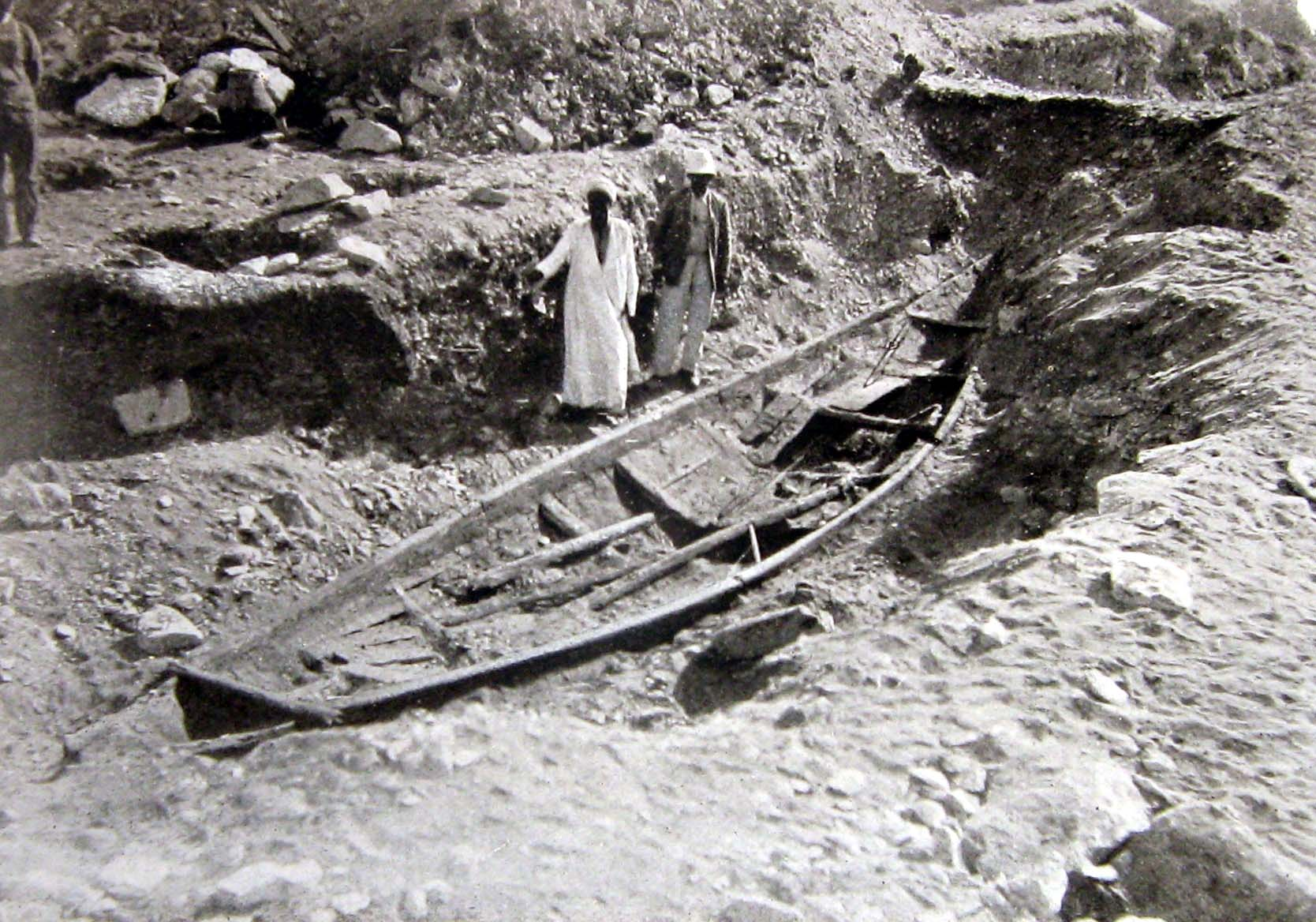
Barca di Sesostri III ritrovata a Dhashur nel 1894
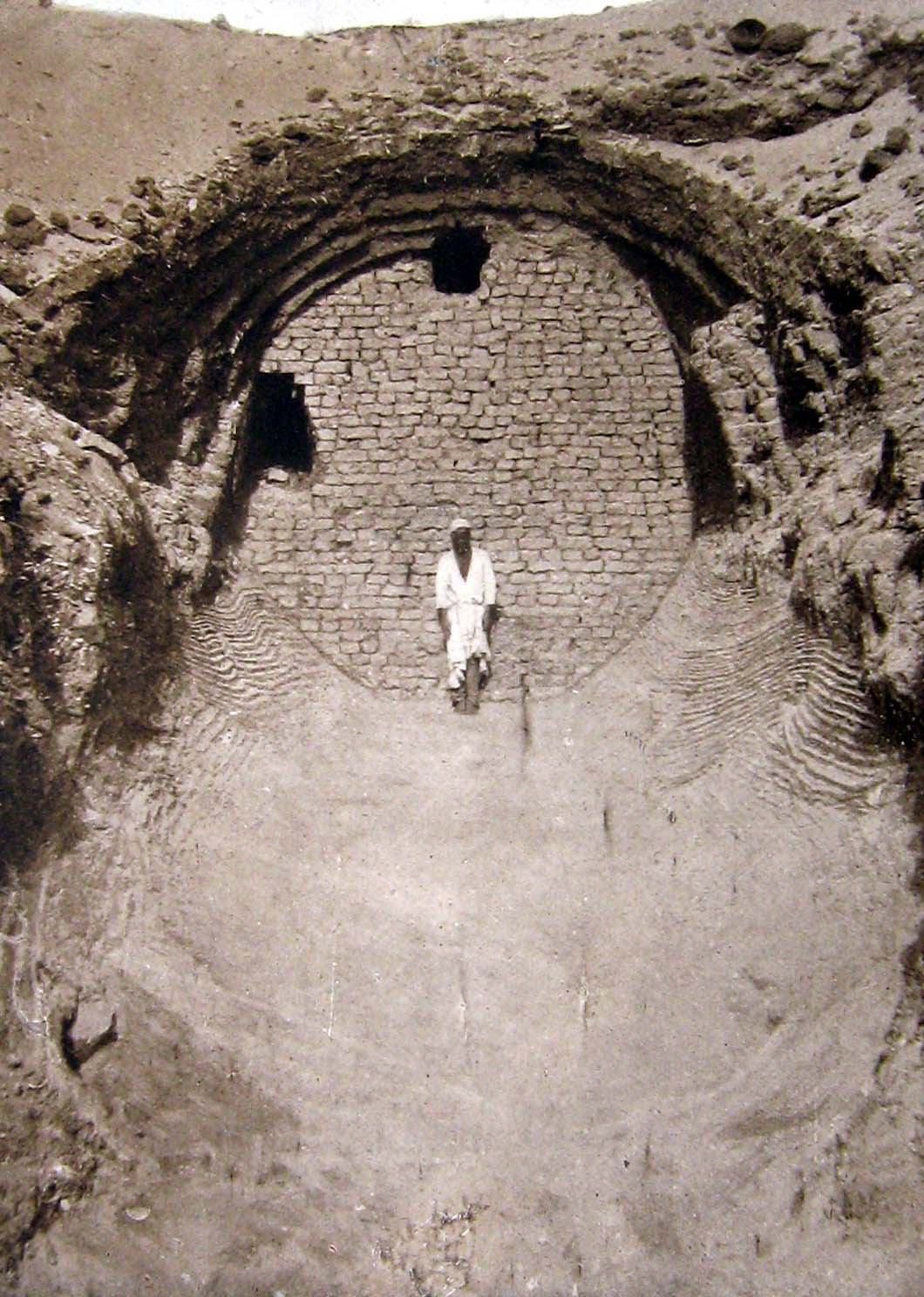
Fossa navicolare in mattoni crudi a Dahshur
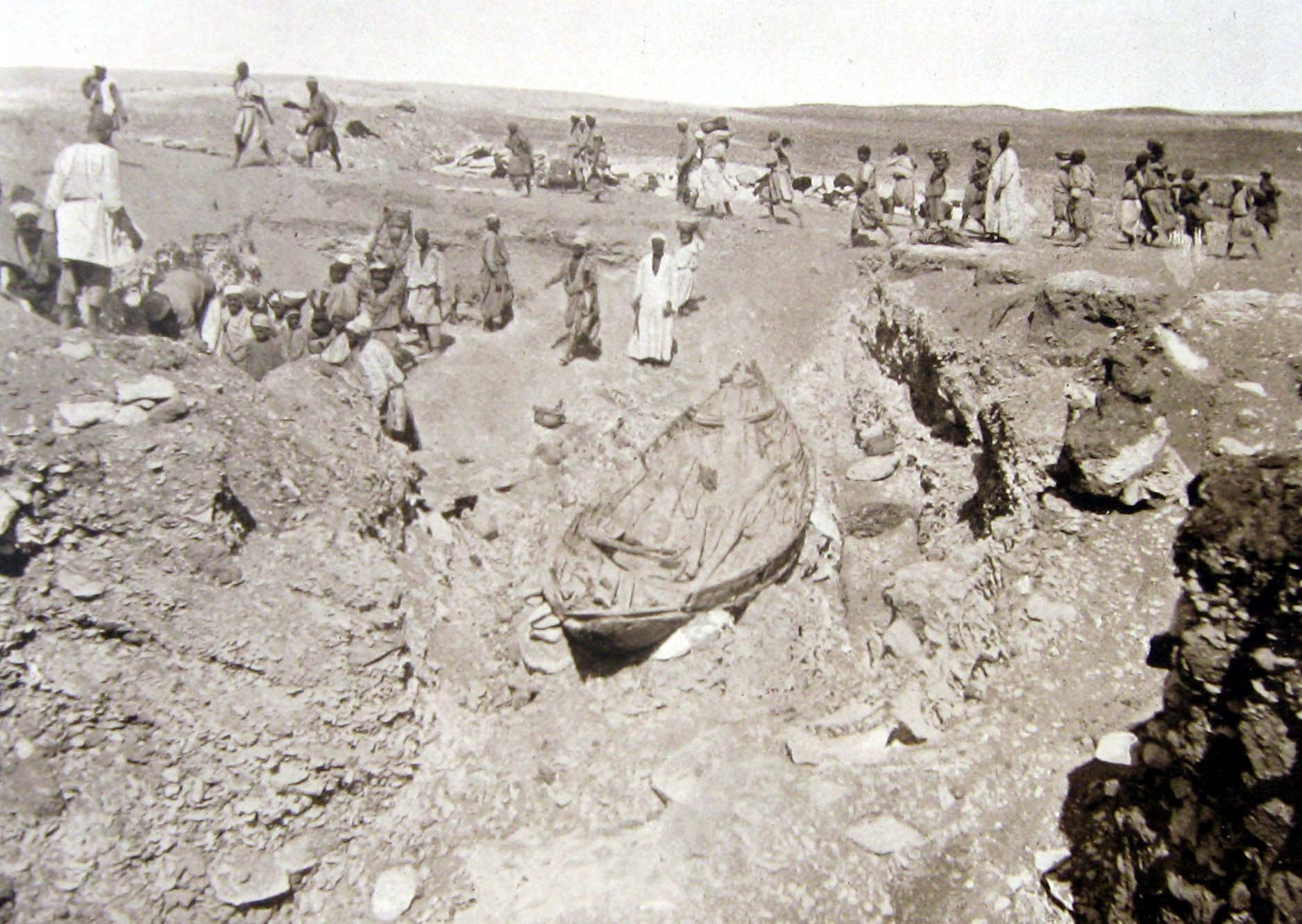
Barca sacra a Dhashur di Sesostri III
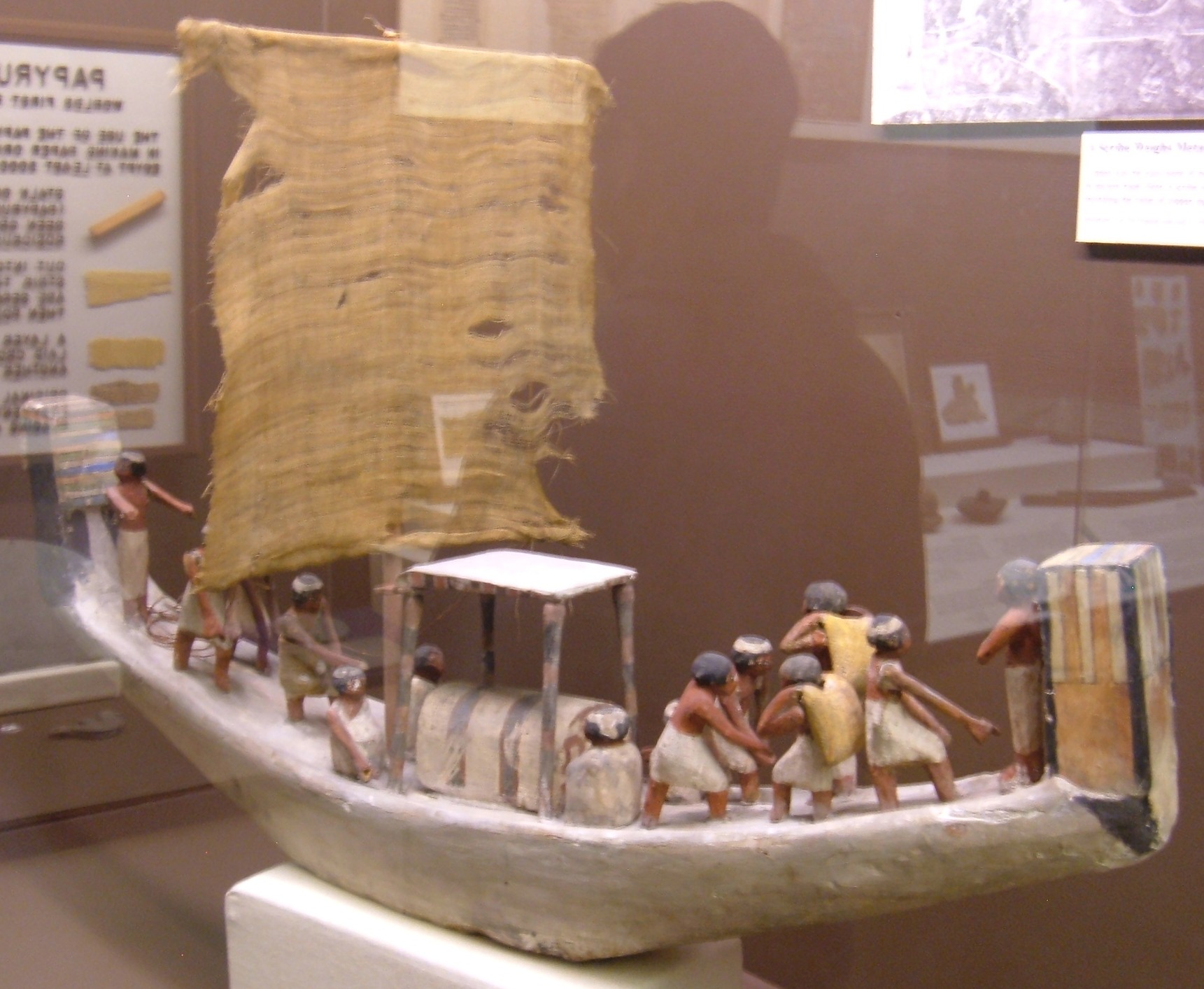
Modellino di barca sacra di tipo funerario con sarcofago
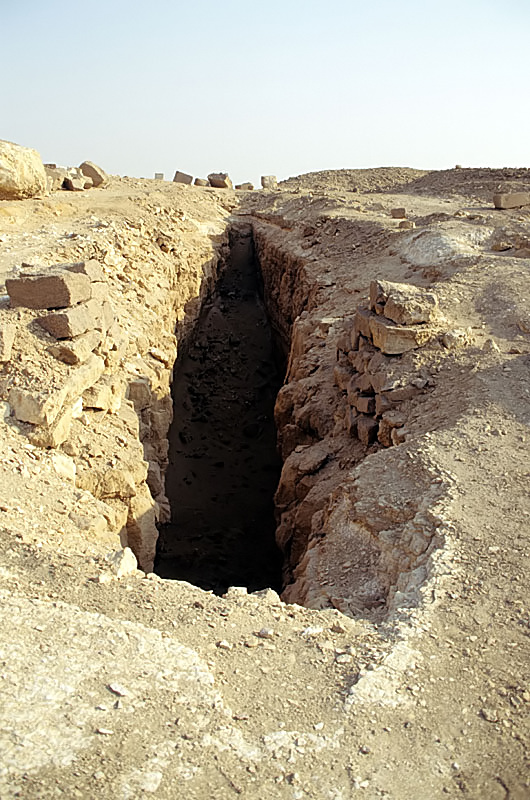
Fossa navicolare ad Abu Rawash
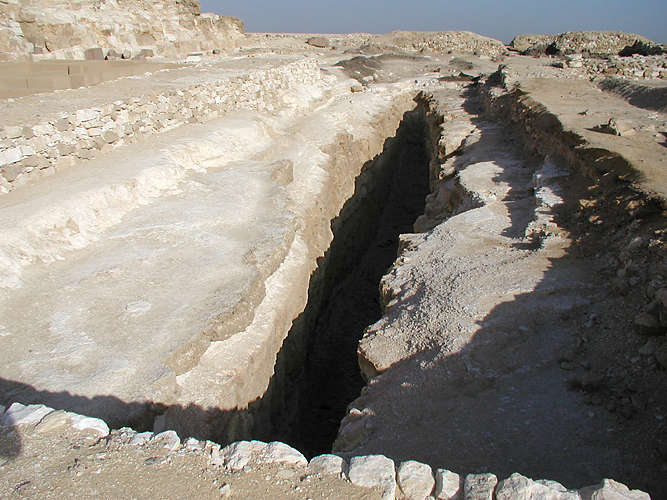
Fossa della barca ad uso funerario di Djedefra
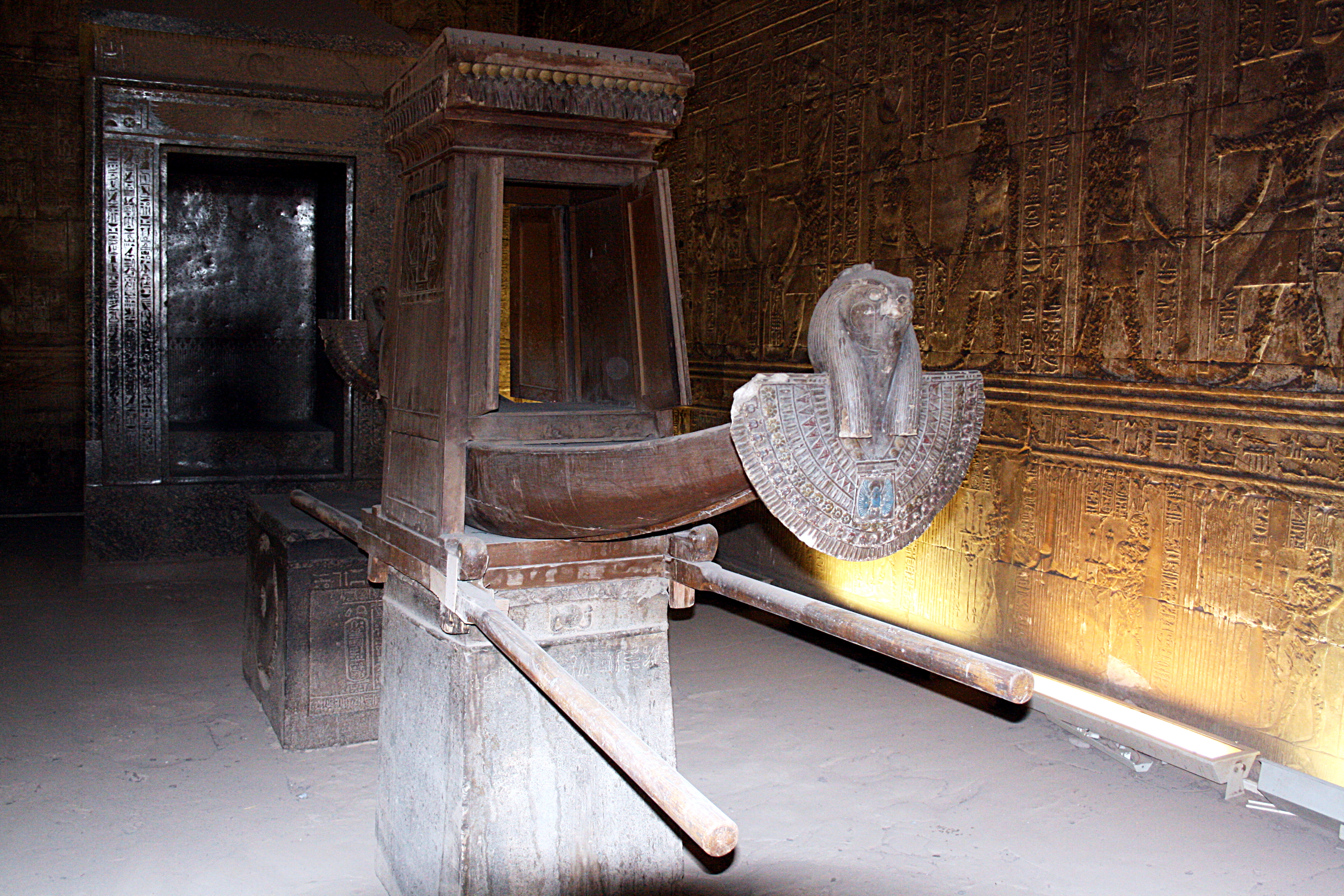
Barca sacra ad uso religioso di Horo
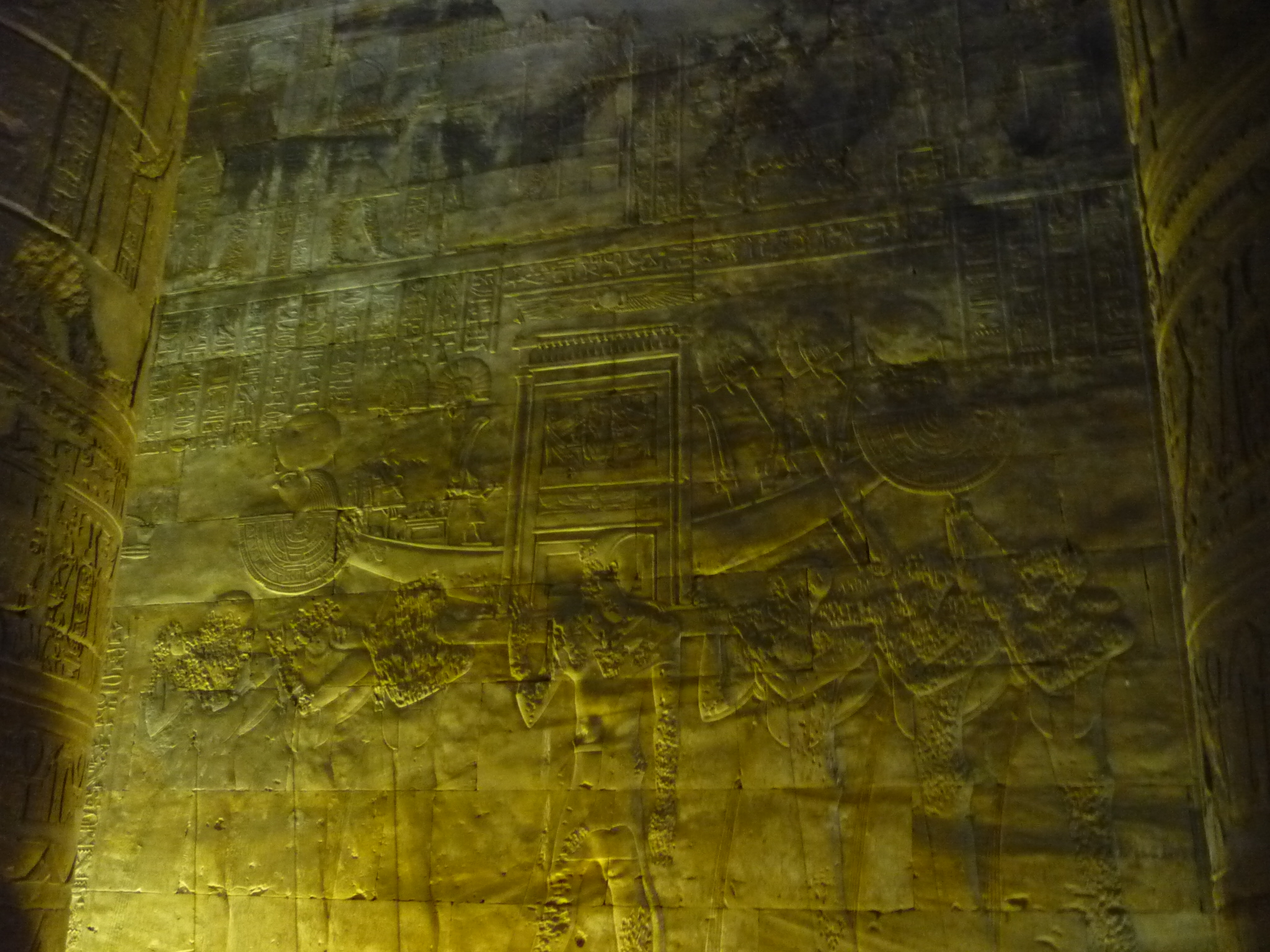
Rilievo con processione e barca ad uso religioso